# Hillsboro (Dakota Północna)
Hillsboro – miasto w Stanach Zjednoczonych, w stanie Dakota Północna, siedziba administracja hrabstwa Traill.